# Трусов, Николай Васильевич (велогонщик)
Николай Васильевич Трусов (род. 2 июля 1985 в Ленинграде) — российский профессиональный трековый и шоссейный велогонщик. Чемпион мира среди юниоров в командной гонке преследования и мэдисоне 2003 года. Участник летних Олимпийских игр 2008 года.

## Выступления

### на шоссе
2005
1-й Классика Чума
2006
1-й Этап 1 Cinturón a Mallorca
1-й в Прологе и Этапах 1, 2, 3 и 5 Пять колец Москвы
1-й Этап 5 Пояс Мальорки
2007
1-й Этап 2 Тур Британии
2009
1-й Этап 5 Вуэльта Каталонии
1-й Дуо Норман (с Артёмом Овечкиным)
2012
6-й Стер ЗЛМ Тур
2013
8-й Вольта Алентежу
9-й Гран-при Рига-Юрмала
2015
2-й Чемпионат Фландрии
2016
1-й Этап 5(ТТТ) Тур Хорватии
9-й Тур Фьордов
2018
1-й  Спринтерская классификация Тур Абу Даби

### на треке
2002
Чемпионат Европы среди юниоров
1-й  индивидуальная гонка преследования
3-й  командная гонка преследования 
2003
Чемпионат Европы среди юниоров
1-й  командная гонка преследования
3-й  скрэтч
Чемпионат мира среди юниоров
1-й  командная гонка преследования 
1-й  мэдисон
2005
Кубок мира 2004/05
3-й  Москва, командная гонка преследования
3-й  Лос-Анджелес, мэдисон
Кубок мира 2005/06
2-й  Москва, командная гонка преследования
1-й  Москва, мэдисон
2-й  Манчестер, мэдисон
2006
Чемпионат Европы до 23 лет
2-й  мэдисон
3-й  индивидуальная гонка преследования 
Кубок мира 2005/06
1-й  Лос-Анджелес, командная гонка преследования 
3-й  Лос-Анджелес, мэдисон
Кубок мира 2006/07
1-й  Сидней, командная гонка преследования 
1-й  Сидней, мэдисон 
2-й  Москва, командная гонка преследования 
2007
Чемпионат Европы до 23 лет
1-й  командная гонка преследования 
3-й  гонка по очкам
2-й Чемпионат Европы, мэдисон 
Кубок мира 2006/07
 Манчестер, командная гонка преследования 
 Манчестер, мэдисон 

## Статистика выступлений

### Гранд-туры
| Гонка   | 2007 | 2008 | 2009 |
| ------- | ---- | ---- | ---- |
| Джиро   | 133  | 114  | —    |
| Тур     | —    | —    | 122  |
| Вуэльта | —    | НФ   | —    |

| —  | Не участвовал  |
| НФ | Не финишировал |